# Valle landskommun
Valle landskommun var en tidigare kommun i dåvarande Skaraborgs län.

## Administrativ historik
Kommunen bildades vid kommunreformen 1952 genom sammanläggning av de tidigare kommunerna Eggby landskommun, Istrums landskommun, Norra Lundby landskommun, Norra Vings landskommun, Skånings-Åsaka landskommun, Skärvs landskommun, Stenums landskommun, Varnhems landskommun och Öglunda landskommun. 
Den fick sitt namn efter Valle härad.
I kommunen fanns fram till och med 1960 det år 1899 i Norra Ving inrättade Axvalls municipalsamhälle.
Den ägde bestånd fram till och med utgången av 1970, varefter dess område gick upp i Skara kommun.
Kommunkoden var 1615.

### Kyrklig tillhörighet
I kyrkligt hänseende tillhörde kommunen församlingarna Eggby, Istrum, Norra Lundby, Norra Ving, Skånings-Åsaka, Skärv, Stenum, Varnhem och Öglunda.

## Geografi
Valle landskommun omfattade den 1 januari 1952 en areal av 213,68 km², varav 206,20 km² land.

### Tätorter i kommunen 1960
I Valle landskommun fanns tätorten Axvall, som hade 544 invånare den 1 november 1960. Tätortsgraden i kommunen var då 13,9 procent.

## Politik

### Mandatfördelning i valen 1950-1966
| 14 | 9 | 7 | 5 |

| 33 |

| 12 | 3 | 9 | 5 | 6 |

| 32 |

| 11 | 3 | 11 | 4 | 6 |

| 29 | 6 |

| 13 | 3 | 10 | 4 | 5 |

| 28 | 7 |

| 11 | 12 | 5 | 7 |

| 27 | 8 |